# Георг I Бжегский
Георг I Бжегский (пол. Jerzy I brzeski, нем. Georg I von Brieg; 1481/1483 — 30 августа 1521) — князь Бжегский из династии Силезских Пястов (1505—1521).

## Биография
Представитель легницкой линии Силезских Пястов. Младший (третий) сын Фридриха I (1446—1488), князя Легницкого (1454—1488), и Людмилы из Подебрад (1546—1503), дочери короля Чехии Йиржи из Подебрад.
После смерти отца в мае 1488 года Георг вместе со старшими братьями Иоганном II и Фридрихом II стал формальным правителем Легницко-Бжегского княжества (Легница, Хойнув и Любин). С 1488 до 1498 год от имени несовершеннолетних сыновей правила их мать, вдовствующая княгиня Людмила из Подебрад. После смерти своего мужа Людмила получил в качестве вдовьего удела города Бжег и Олаву.
Вдовствующая княгиня Людмила скончалась в 1503 года, а её удел унаследовали её сыновья, которые продолжали быть соправителями еще два года. В 1505 году братья Георг I и Фридрих II разделили отцовский домен, в результате которого Георг получил Бжег и Любин. Их старший брат Иоганн II скончался бездетным в 1495 году.
30 августа 1521 года князь Георг I Бжегский скончался. Его удел унаследовал его старший брат, князь Фридрих II Легницкий.

## Брак
9 июня 1515 года князь Георг I Бжегский женился на Анне Померанской (1492 — 25 апреля 1550), старшей дочери померанского Богуслава X Великого (1454—1523) и Анны Ягеллонки (1476—1503). Их брак был бездетным.
В 1521 году после смерти своего мужа Анна Померанская получила во владение в качестве вдовьего удела город Любин, которым она владела до своей смерти в 1550 году.